# Marinhac (Tarn i Garona)
Marinhac (en francès Marignac) és un municipi francès situat al departament de Tarn i Garona i a la regió d'Occitània.

## Demografia
| 1962                                       | 1968 | 1975 | 1982 | 1990 | 1999 | 2007 |
| ------------------------------------------ | ---- | ---- | ---- | ---- | ---- | ---- |
| 81                                         | 88   | 84   | 76   | 56   | 66   | 95   |
| Des de 1962: població sense dobles comptes |      |      |      |      |      |      |

## Administració
| Període   | Identitat    | Partit |
| --------- | ------------ | ------ |
| 2001-2008 | René Nerocan | PRG    |
| 2008-     | Claude Busso |        |